# Hermann Muthesius
Hermann Muthesius (Großneuhausen, 20 aprile 1861 – Berlino, 26 ottobre 1927) è stato un architetto tedesco.

## Biografia
Architetto e progettista tedesco già attivo in Giappone, fu inviato nel 1896 a Londra come addetto culturale dell'ambasciata tedesca, con lo specifico compito di studiare l'architettura e il movimento delle arti applicate inglesi. Al suo ritorno in patria venne nominato Sovraintendente del comitato prussiano dell'industria per le scuole di arti e mestieri.
Pubblica nel 1904, in tre volumi il libro Das englische Haus e svolge una vasta attività di pubblicista e conferenziere nella quale egli tende ad affermare l'importanza della lavorazione industriale come l'unica capace di risolvere il problema socioeconomico delle arti applicate. 
Nella più famosa di tali conferenze, tenutasi a Berlino e dal titolo " L'importanza dell'arte applicata" egli attacca l'eclettismo storicistico delle organizzazioni produttive tedesche in questo campo, il gusto della borghesia rivolto a gli oggetti di lusso, l'ornamento considerato come spreco di materiali e di forza lavoro, in generale, il formalismo vecchio e nuovo compreso quello del Jugendstil. Allo stesso tempo afferma il valore artistico, economico e culturale dell'arte industriale e si rivolge ai fabbricanti esigendo da essi un impegno etico-estetico nell'interesse della produzione e ancor più dell'economia nazionale tedesca. La conferenza creò fermento nell'ambiente artistico, culturale e industriale tedesco, che in seguito si concretizzerà nella fondazione del Deutscher Werkbund.
Muthesius ebbe quindi occasione di compiere un'accurata analisi del singolare 'rinascimento' dell'architettura domestica e della produzione industriale inglese del secondo Ottocento, da Philip Webb e Norman Shaw a Charles F. A. Voysey e Charles Rennie Mackintosh, dei quali divulgò le innovative idee architettoniche (pianta libera, anticlassicismo, recupero di stilemi vernacolari o storicamente rappresentativi, spunti di astrazione e geometrismo di derivazione giapponese).
Fonda il Deutscher Werkbund nel 1907, il cui programma era incentrato sulla volontà di creare un centro di raccolta delle forze migliori dell'arte, dell'industria, dell'artigianato e del commercio, soprattutto al fine di raccordare l'arte con l'industria per renderla una risorsa economica in grado di far competere la Germania con Stati Uniti ed Inghilterra. Muthesius sarà sempre un sostenitore della standardizzazione del prodotto industriale, contrapponendosi invece alle idee di Henry van de Velde che sosteneva la libertà creativa dell'artista anche nel settore industriale. Aderirono al Werkbund politici, architetti, artisti, scrittori e critici. Alcune interpretazioni hanno visto in questo fenomeno un primo tentativo di affrontare i problemi fondamentali del capitalismo moderno.
Muthesius fu pertanto uno dei personaggi che contribuirono con le loro opere e idee all'attuale concezione, ancora molto discussa di "Industrial design" o "Progettazione industriale".
(Fonti: "Storia del Design, Renato De Fusco editori Laterza)